# Božena Glavak
Božena Glavak, slovenska operna in koncertna pevka (mezzosopran), * 23. oktober 1930, Čakovec , † 11. november 2022, Varaždin
Božena Glavak je petje študirala na Akademiji za glasbo v Ljubljani. Bila je dolgoletna solistka v ljubljanski Operi.  Božena Glavak je bila več kot 30 let redna članica SNG Opera in balet Ljubljana: 1. septembra 1952 se je zaposlila kot članica opernega zbora, 1. oktobra 1955 pa kot operna solistka. Postala je prvakinja ljubljanske Opere, na njenem odru pa je pela tudi še po upokojitvi 31. decembra 1983. Na svoji izjemni, več kot petdesetletni profesionalni umetniški poti je z okrog 2600 nastopi poustvarila prek devetdeset glavnih in nosilnih vlog ter okoli 30 stranskih oziroma manjših opernih vlog. Predstavila se je tudi v mnogih oratorijih in samospevih. Obvladovala je najzahtevnejše mezzosopranske vloge in s svojim prodornim in izraznim glasom izjemnega tonskega obsega navduševala tako občinstvo kot kritike.
Veliko je nastopala tudi v tujini: vsepovsod po nekdanji Jugoslaviji, v Italiji, Franciji, Nemčiji, Avstriji, na Nizozemskem, v Luksemburgu, Belgiji, Švici, na Češkem in Slovaškem, v Rusiji in Ukrajini. Prvi hrvaški predsednik Franjo Tuđman je maja 1998 Boženo Glavak odlikoval z redom Danice hrvatske z likom Marka Marulića za zasluge na področju kulture. Prvi slovenski predsednik Milan Kučan pa jo je decembra 2000 odlikoval s častnim znakom svobode Republike Slovenije za življenjsko delo na področju operne poustvarjalnosti. V utemeljitvi za visoko odlikovanje je bilo med drugim zapisano, da je gospa Glavakova obdarjena s »srečno kombinacijo pevskih, muzikalnih in igralskih kvalitet«.
Božena Glavak je s svojimi vrhunskimi umetniškimi poustvaritvami in s svojim celotnim življenjskim opusom trajno obogatila slovensko operno in glasbeno zakladnico ter tudi mednarodni operni prostor. Tako kot že celo življenje še vedno strastno ljubi opero in ostaja zvesta obiskovalka mnogih glasbeno-gledaliških predstav, svoje bogate izkušnje pa z navdušenjem predaja številnim mladim umetniškim kolegom. Januarja 2020 je prejela nagrado Sama Smerkolja - edino nagrado za operne pevce na Slovenskem.
Starost je preživela v domu sv. Josipa v Čukovcu pri Ludbregu na Hrvaškem.
Umrla je 11. novembra 2022 v varaždinski bolnišnici.